# September 1985
Portal Geschichte | Portal Biografien | Aktuelle Ereignisse | Jahreskalender | Tagesartikel

◄ |
19. Jahrhundert |
20. Jahrhundert
| 21. Jahrhundert

◄ |
1950er |
1960er |
1970er |
1980er
| 1990er | 2000er | 2010er | ►

◄ |
1981 |
1982 |
1983 |
1984 |
1985
| 1986 | 1987 | 1988 | 1989 | ►

◄ |
Juni 1985 |
Juli 1985 |
August 1985 |
September 1985 |
Oktober 1985 |
November 1985 |
Dezember 1985 |
►
Dieser Artikel behandelt aktuelle Nachrichten und Ereignisse im September 1985.

## Tagesgeschehen

### Sonntag, 1. September 1985

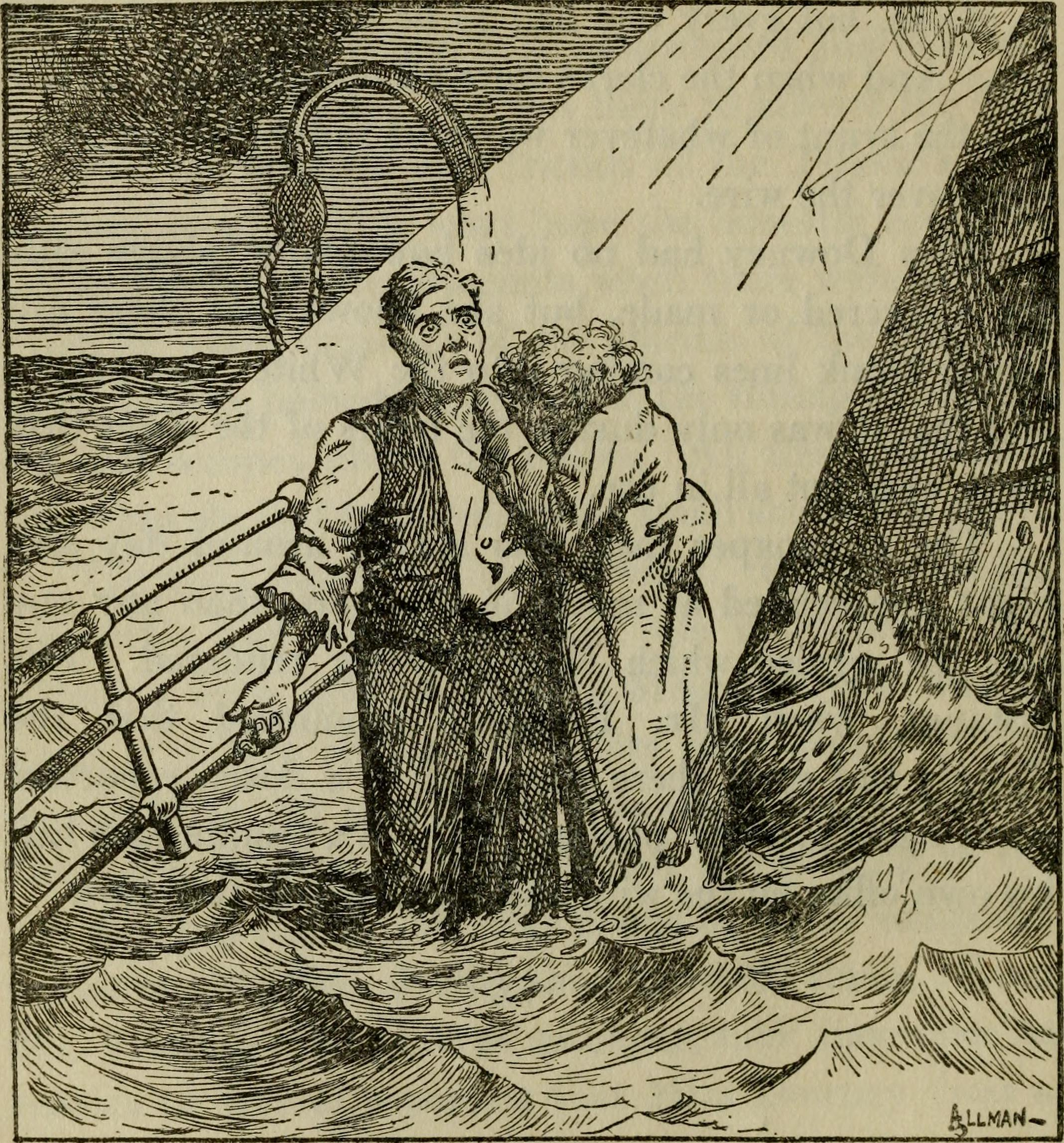
Passagiere der Titanic (künstlerische Darstellung)

- Atlantik: Nach jahrelanger Suche finden der Amerikaner Robert Ballard und der Franzose Jean-Louis Michel auf dem Meeresgrund das Schiffswrack der 73 Jahre zuvor gesunkenen RMS Titanic. Bei der Indienststellung am 2. April 1912 war sie das größte Schiff der Welt, auf ihrer Jungfernfahrt kollidierte sie mit einem Eisberg und sank.[1]

### Freitag, 6. September 1985
- Venedig/Italien: Bei den 42. Internationalen Filmfestspielen von Venedig wird der Film Vogelfrei der französischen Regisseurin Agnès Varda mit dem Leone d’Oro prämiert.[2]

### Samstag, 7. September 1985
- New York/Vereinigte Staaten: Die tschechoslowakische Tennisspielerin Hana Mandlíková gewinnt das Finale im Dameneinzel der US Open 1985 in drei Sätzen gegen die aus der Tschechoslowakei stammende Amerikanerin Martina Navratilova, die den Wettbewerb in den beiden Vorjahren für sich entscheiden konnte.[3]

### Sonntag, 8. September 1985
- New York/Vereinigte Staaten: Der tschechoslowakische Tennisspieler Ivan Lendl gewinnt bei den US Open 1985 das Finale im Herreneinzel gegen den amerikanischen Publikumsliebling und Titelverteidiger John McEnroe in drei Sätzen. An der Seite der Tschechoslowakin Helena Suková gewinnt die Deutsche Claudia Kohde-Kilsch den Wettbewerb im Damen-Doppel.[4][5]

### Montag, 9. September 1985
- Sanisa/Philippinen: Der religiöse Führer Mangayanon Butaog verabreicht seinen Anhängern vergiftetes Essen, mit dem sie „einschlafen könnten“, nachdem es ihm in einem abgelegenen Dorf auf der Insel Mindanao nicht gelang, auf einem Baum Geld wachsen zu lassen. Von seinen Anhängern sterben 68 Personen und fünf überleben den Mordanschlag.[6]

### Mittwoch, 11. September 1985
- Moimenta de Maceira Dão/Portugal: Zwischen dem Dorf Moimenta de Maceira Dão und der Stadt Nelas stoßen in der Zentralregion zwei Züge der Portugiesischen Eisenbahnen frontal zusammen, die eigentlich am Bahnhof von Mangualde einander passieren sollten. Bei dem Unglück sterben etwa 150 Personen und circa 170 weitere werden verletzt.[7]

### Donnerstag, 12. September 1985
- Berlin/Deutschland: Der Zehlendorfer Wolfgang Ebel überreicht in seiner selbstangemaßten Funktion als „Generalbevollmächtigter des Deutschen Reichs“ dem Regierenden Bürgermeister der Stadt und des Landes Berlin Eberhard Diepgen eine „Ernennungsurkunde“. Ebel erklärte in den letzten Monaten öffentlich, dass die Bundesrepublik lediglich ein Wirtschaftsunternehmen sei und das Deutsche Reich nie aufgehört habe zu existieren.[8]

### Freitag, 13. September 1985

Logo von Super Mario Bros.

- Kyōto/Japan: Der Hersteller von Videospielen und Spielkonsolen Nintendo veröffentlicht auf seinem Heimatmarkt das Spiel Super Mario Bros.[9]

### Sonntag, 15. September 1985

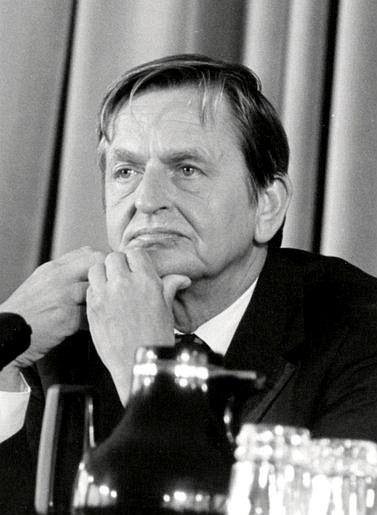
Olof Palme

- Beirut/Libanon: Der presbyterianische Missionar Benjamin Weir aus den Vereinigten Staaten wird von seinen Geiselnehmern freigelassen. Nachdem die Organisation „Islamischer Dschihad“ ihn im Mai 1984 entführte, ließen sich die Vereinigten Staaten auf ein über Israel abgewickeltes Waffengeschäft mit dem Iran ein, um die Geiselnahme zu beenden.[10]
- Stockholm/Schweden: Bei der Wahl zum Reichstag erreicht die regierende Sozialdemokratische Arbeiterpartei (SAP) mit knapp 44,7 % die relative Mehrheit der Wählerstimmen. Aufgrund der guten Ergebnisse der im Parlament vertretenen SAP-freundlichen Parteien wird die bestehende Regierung unter Ministerpräsident Olof Palme voraussichtlich fortgeführt.[11]

### Dienstag, 17. September 1985
- Bremen/Deutschland: Der Bremer Bürgermeister Hans Koschnick (SPD) legt sein Amt auf eigenen Wunsch nieder. Fast 18 Jahre lang war er Chef der Landesregierung der Freien Hansestadt sowie das Oberhaupt der Stadt Bremen.[12]
- Cupertino/Vereinigte Staaten: Der Führungsstreit zwischen den Gründern des Technologieunternehmens Apple Inc. John Sculley und Steve Jobs, welcher bereits mit der Gründung eines eigenen Unternehmens drohte, erreicht seinen Höhepunkt und sein Ende, indem Jobs der Firma Apple sein Kündigungsschreiben zukommen lässt.[13]

### Mittwoch, 18. September 1985

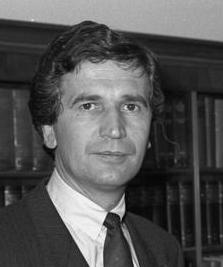
Klaus Wedemeier

- Bremen/Deutschland: Der Vorsitzende der SPD-Fraktion im Senat der Freien Hansestadt Klaus Wedemeier wird als neuer Bremer Bürgermeister vereidigt.[14]

### Donnerstag, 19. September 1985

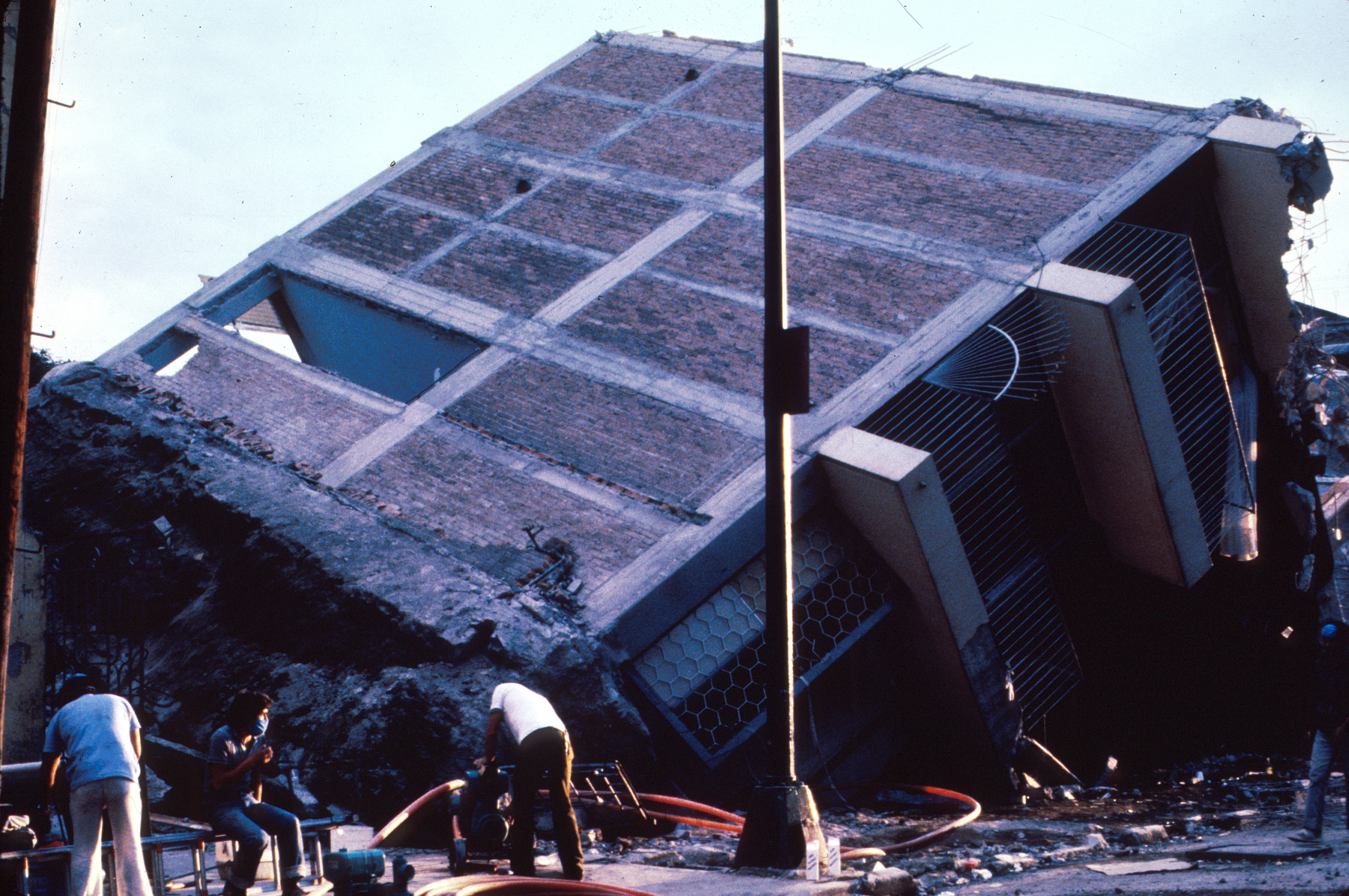
Mexiko-Stadt, Mexiko

- Mexiko-Stadt, Michoacán/Mexiko: In mehr als 300 km Entfernung von der mexikanischen Hauptstadt ereignet sich im Bundesstaat Michoacán ein Erdbeben, das laut United States Geological Survey eine Fläche von circa 825.000 km² in Schwingung versetzt. In der Folge sterben, v. a. in Mexiko-Stadt, mindestens 9.500 Menschen. Über 400 Gebäude in der Hauptstadt kollabieren.[15]

### Sonntag, 22. September 1985
- Bern/Schweiz: In einer Volksabstimmung werden zwei Bundesbeschlüsse angenommen. Damit akzeptieren die Stimmberechtigten, dass ein Schuljahr künftig einheitlich im Sommer beginnt, sowie ein neues Ehe- und Erbrecht, bei dem sich die Frau nicht mehr dem Mann unterordnen muss. Zu letzterem Punkt erklärte der Bundesrat im Vorjahr, dass die christliche Botschaft keine Rollenteilung in Ableitung von tradierten Geschlechterrollen kenne.[16]
- Pasadena/Vereinigte Staaten: Bei der Verleihung des Fernsehpreises Emmy wird Jane Curtin zum zweiten Mal in Folge für ihre darstellerischen Leistungen in der Sitcom Kate & Allie ausgezeichnet.[17]

### Mittwoch, 25. September 1985
- Bayonne/Frankreich: Mitglieder der paramilitärischen Antiterroristischen Befreiungsgruppen (GAL) des Königreichs Spanien dringen in die Cafeteria des Hotels Monbar im französischen Teil des Baskenlands ein und töten vier aus Spanien geflüchtete Männer, die die GAL als Mitglieder der baskischen Terroristischen Vereinigung Baskenland und Freiheit, bekannt als ETA, identifizierten. Eine Polizeipatrouille ergreift die Täter auf der Flucht.[18]

### Montag, 30. September 1985
- Washington, D.C./Vereinigte Staaten: In der Debatte um größere Unterstützung der Contra-Organisation durch die Vereinigten Staaten zum Sturz der sozialistischen Regierung des zentralamerikanischen Landes Nicaragua erklärt der republikanische Abgeordnete im US-Repräsentantenhaus William Broomfield, dass Nicaragua Pässe für Mitglieder der Palästinensischen Befreiungsorganisation, der Baader-Meinhof-Gruppe, der Organisation Baskenland und Freiheit, bekannt als ETA, und darüber hinaus für die Mitglieder „anderer Mörderbanden“ ausstelle.[19]

## Weblinks

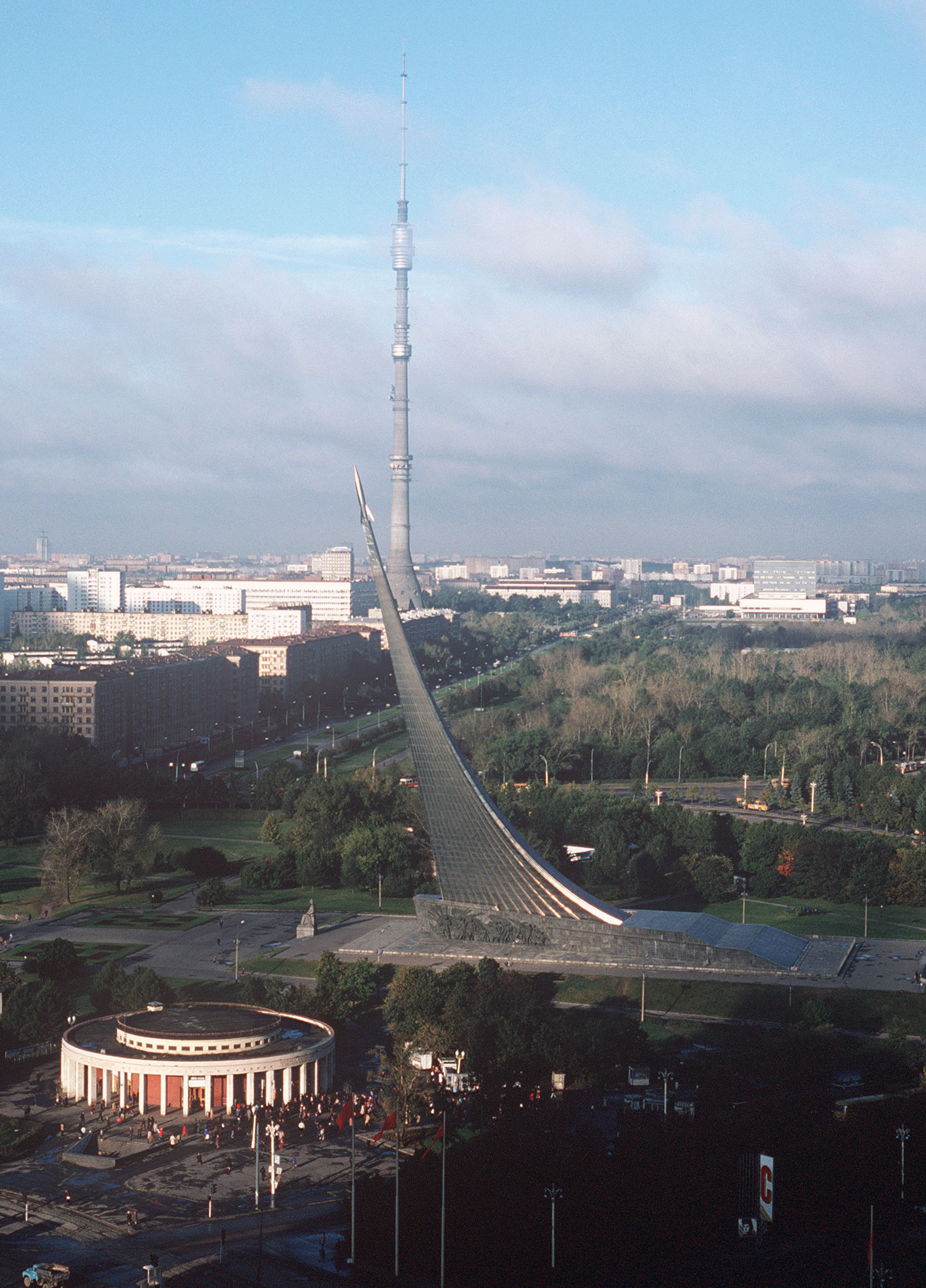
Moskau im September 1985